# 贾菌
贾菌，《红楼梦》人物，榮國府近派的玄孫，娄氏之子。父早亡，与母亲相依为命。在家塾中读书时与贾兰最交好，他年纪虽小，但志气很大，是个淘气不怕人的人物。在学堂事件中，他帮助茗烟，参与争斗。第十三回中，贾菌曾参加秦可卿丧事。之后未有下文。